# Will You Be There
«Will You Be There» (с англ. — «Будешь ли ты здесь?») — песня американского автора-исполнителя Майкла Джексона, восьмой сингл из его восьмого студийного альбома Dangerous. Был выпущен на лейбле Epic Records в июне 1993 года.
Композиция, выдержанная в жанрах госпела и спиричуэлса была использована в качестве саундтрека для фильма «Освободите Вилли». За неё Джексон получил награду «MTV Movie Awards» в категории  «Лучший саундтрек». Видеоклип на песню представляет собой компиляцию кадров из концертных выступлений Джексона и фильма «Освободите Вилли».
Композиция стала 6-й в американском хит-параде Billboard Hot 100. В Великобритании она поднялась на девятую строчку и оказалась в тройках чартов Новой Зеландии, Бельгии, Нидерландов и Швейцарии.

## История создания и особенности композиции
«Will You Be There» была написана Джексоном на его ранчо Неверлэнд в период подготовки альбома Dangerous. Звукорежиссёр Брэд Баксер вспоминал, что партия ударных инструментов была выстроена на записи битбокса Джексона. Певец хотел получить сухое звучание без каких-либо эффектов. В записи принял участие хор Андре Крауча.
Песню открывает 67-секундное вступление из Симфонии № 9 Людвига ван Бетховена, оно использовано на альбоме Dangerous в качестве перехода из хард-роковой атмосферы «Give in to Me» в совершенно другую, открывая перед слушателем новый по выразительности стилистический ландшафт. Композиция построена в строфической песенной форме без припева, способствующей развитию импровизаций и формы «зов и ответ», характерных для жанра госпела. Текст композиции представляет собой молитву о силе, мужестве и преодолении препятствий. Атмосфера, созданная эффектами отражения вокала, имитирует церковную акустику. Когда музыка стихает, певец завершает композицию монологом, по мнению рецензента журнала The Root он представляет собой настоящую молитву.
Текст «Will You Be There» был опубликован в книге Джексона «Танцуя мечту» («Dancing the Dream»).

## Выпуск сингла и реакция критиков
«Will You Be There» была использована в качестве саундтрека к фильму «Освободите Вилли», композиция была выпущена синглом перед началом проката ленты 28 июня 1993 года. В продажу песня поступила на виниловых пластинках и компакт-кассетах. Композиция стала 6-й в американском хит-параде Billboard Hot 100. В Великобритании она поднялась на девятую строчку и оказалась в тройке чартов Новой Зеландии, Бельгии, Нидерландов и Швейцарии. В 1994 году Джексон получил за «Will You Be There» награду «MTV Movie Awards» в категории «Лучший саундтрек». Сингл имеет платиновую сертификацию в США.
Рецензируя альбом Dangerous в 1991 году, журналист Rolling Stone писал, что песне «не хватило огня». Однако, рассматривая «Will You Be There» много лет спустя, критики издания назвали песню одной из самых грандиозных записей Джексона. Кроме того, они отметили её автобиографичность: «Эта госпел-композиция продолжает тематику, заданную по ходу карьеры певца: это дорога от безграничного доверия „I’ll Be There“ и „Got to Be There“ до страха и одиночества „Will You Be There“». В Los Angeles Times журналист сопоставил песню с другим треком из альбома — «Keep the Faith», назвав их «странным сочетанием спиричуэлсов в красивом обрамлении голосов хора Андре Крауча».

## Концертные выступления и музыкальное видео
Впервые Джексон исполнил «Will You Be There» в ноябре 1991 года на концерте, посвящённом 10-летию телеканала MTV. Затем композиция вошла в сет-лист мирового тура музыканта Dangerous World Tour (1992—93 гг.). Фрагмент песни был исполнен певцом в 1993 году на церемонии вручения наград «NAACP Image Award».
Компиляция из концертных выступлений и кадров из фильма «Освободите Вилли», смонтированная Винсентом Патерсоном была запущена в ротацию на телеканалах в качестве видеоклипа. Ролик вошёл в сборник видеоклипов Джексона Dangerous – The Short Films. Выступление на концерте тура Dangerous World Tour было выпущено на DVD Live in Bucharest: The Dangerous Tour.

## Судебные разбирательства
«Will You Be There» стала предметом двух судебных разбирательств. В 1991 году Кливлендский оркестр подал иск на компании Sony Music и MJJ Productions на 7 млн долларов за незаконное использование в песне их исполнения музыки Бетховена. По словам адвоката команды Джексона, представители лейбла были осведомлены о том, что певец собирается использовать отрывок произведения, и не возражали. Музыканты и продюсеры были уверены, что разрешение получено. Иск был урегулирован вне суда следующим образом: на дальнейших тиражах альбома и сингла оркестр был указан среди участников записи.
В 1992 году иск в миланский суд подал Аль Бано. Итальянский певец обвинил Джексона в плагиате его песни «I Cigni Di Balaka». Тяжба в различных судебных инстанциях длилась около 9-ти лет, в марте 2001 года Джексон был признан невиновным.

## Список композиций синглов
- 7" (номер в каталоге Epic Records — 34-77060)[8]

| №  | Название                         | Длительность |
| -- | -------------------------------- | ------------ |
| 1. | «Will You Be There» (Radio Edit) | 3:39         |

| №  | Название                           | Длительность |
| -- | ---------------------------------- | ------------ |
| 2. | «Will You Be There» (Instrumental) | 3:44         |

- 7" (номер в каталоге Epic Records — 659222 7)[8]

| №  | Название            | Длительность |
| -- | ------------------- | ------------ |
| 1. | «Will You Be There» | 3:39         |

| №  | Название     | Длительность |
| -- | ------------ | ------------ |
| 2. | «Girlfriend» | 3:04         |

## Участники записи

### Песня
- Майкл Джексон — музыка, текст, вокал, бэк-вокал, аранжировка ритма и вокала
- Брюс Свиден[англ.], Мэтт Форджер — запись, микширование, ударные и перкуссия
- Грег Филингейнс[англ.] — аранжировка ритма, клавишные
- Джонни Мэнделл — дирижирование и аранжировка оркестра
- Хор Андре Крауч[англ.] — бэк-вокал
- Андре и Сандра Крауч — аранжировка хора
- Брэд Баксер — клавишные, ударные и перкуссия
- Майкл Боддикер[англ.] — синтезаторы
- Ретт Лоуренс — синтезаторы, программирование синтезаторов
- Паулинью да Кошта[англ.] — ударные

### Прелюдия
Симфония № 9 Людвига ван Бетховена в ре миноре в исполнении хора Кливлендского оркестра
- Роберт Шоу — руководитель
- Джордж Шелл — дирижёр

## Позиции в чартах
| Чарт (1993)        | Высшая позиция |
| ------------------ | -------------- |
| Австрия            | 11             |
| Бельгия (Фландрия) | 3              |
| Великобритания     | 9              |
| Зимбабве           | 1              |
| Ирландия           | 6              |
| Канада             | 6              |
| Нидерланды         | 3              |
| Новая Зеландия     | 2              |
| Польша             | 4              |
| США (Hot 100)      | 7              |
| Франция            | 29             |
| Швейцария          | 3              |